# Islands (Mike Oldfield-album)
Az Islands (magyarul: Szigetek) Mike Oldfield 1987-es, tizedik nagylemeze.

## Története
A lemez követte az előző Oldfield-lemezeken kialakult struktúrát: egy hosszabb instrumentális szerzemény mellett több popdal található az albumon. Az instrumentális rész, a The Wind Chimes két részből áll, bár az első rész tekinthető a sok témából álló kompozíció első részletének is. Érdekessége, hogy a több mint húsz perces szerzeményhez videóklip is készült. (Mint ahogy az összes dalhoz is.)
Az album legismertebb dala a címadó Islands, amelyet Bonnie Tyler adott elő. A legtöbb dalt: North Point, The Time Has Come, When the Night's on Fire címűeket viszont Anita Hegerland, Oldfield akkori felesége énekelte, akinek tőle két gyermeke is született.) Kevin Ayers a Flying Start énekese. A Magic Touch Max Bacon előadásában volt hallható, de a lemez egyes újabb kiadásaiban Jim Price énekli.
Az instrumentális Wind Chimes bővelkedik egzotikus hangszerekben. A popszámok dallamai is fel-felcsendülnek benne, szerkezete nehezen követhető. Sem az instrumentális szerzemény, sem a popdalok nem lettek annyira népszerűek, mint a Crises vagy a Discovery albumon hallhatóak.

## Számok
1. "The Wind Chimes" (Part 1, Part 2) – 21:49
2. "Islands" – 4:19
3. "Flying Start" – 3:36
4. "North Point" – 3:33
5. "Magic Touch" – 4:14
6. "The Time Has Come" – 3:51
7. "When the Night's on Fire" – 6:41

Az Amerikai Egyesült Államokban más borítóval, jelent meg a lemez. A "The Wind Chimes" két része különválasztva, a "When the Night's on Fire" szám pedig hiányzik róla. A számsorrend is más, az instrumentális blokk mindkettőn elöl van, de utána a popdalok éppen fordított sorrendben szerepelnek:
1. "The Wind Chimes Part 1" – 2:33
2. "The Wind Chimes Part 2" – 19:14
3. "Magic Touch" – 4:14
4. "The Time Has Come" – 3:51
5. "North Point" – 3:31
6. "Flying Start" – 3:36
7. "Islands" – 4:19

## Toplista
| 1987        | Legjobb helyezés |
| ----------- | ---------------- |
| Svájc       | 22               |
| Németország | 41               |
| Olaszország | 41               |
| UK          | 100              |

## Zenészek
- Simon Phillips – dobok
- Anita Hegerland – ének ("North Point", "The Time Has Come", "When the Nights on Fire")
- Bonnie Tyler – ének ("Islands")
- Kevin Ayers – ének ("Flying Start")
- Max Bacon – ének ("Magic Touch")
- Mike Oldfield – minden egyéb hangszer

## Produkció
- Producer:

"The Wind Chimes Part 1": Mike Oldfield
"The Wind Chimes Part 2": Mike Oldfield, Simon Phillips
"Islands": Mike Oldfield, Tom Newman, Alan Shacklock
"Flying Start": Mike Oldfield
"North Point": Mike Oldfield
"Magic Touch": Mike Oldfield, Geoffrey Downes
"The Time Has Come": Mike Oldfield, Michael Cretu
"When the Night's on Fire": Mike Oldfield
- Köszönet a következő zenészeknek: Tony Beard, Raf Ravenscroft, Andy Mackay, Micky Simmonds, Phil Spalding, Micky Moody, Rick Fenn, Max Bacon, Bjorn J:Son Lindh, Mervyn (Spam) Spence, Pierre Moerlen, Benoit Moerlen.
- Külön köszönet: technikai és tervezési asszisztens: Richard Barrie, Mike Oldfield asszisztense: Jeremy Parker, Virgin A&R, Simon Draper, John Wooler.
- Dizájn és művészeti vezető: Icon London és Mike Oldfield.
- Fotó: Andrew Catlin.

## Érdekességek
- A "Flying Start"-ot éneklő Kevin Ayers korábbi együttesében, a The Whole Worldben basszusgitározott Oldfield 1970–71-ben.
- A "The Time Has Come" dal társproducere Michael Cretu. Később további együttműködéseik is voltak, barátságba kerültek, az 1990-es években Ibizán szomszédok is lettek. Cretu Sandra Cretu férje, zeneszerzője, egyébként producerként tevékenykedett, majd az Enigma létrehozója volt. Oldfield The Songs of Distant Earth című albumán érezhető Cretu „Enigmás” hatása.